# 會津風雅堂
會津風雅堂（あいづふうがどう）は、福島県会津若松市城東町にある多目的ホール。

## 概要
座席数が1,758席を有し、福島県会津地方では最大、県内でも、郡山市民文化センター（1,998席）に次いで2番目に規模が大きい。管理運営は、(公財)会津若松文化振興財団により行われており、館内に事務局が設けられている。
コンサートや市内の学校が行う各種発表会、市が主催する自主事業など様々な催し物が開催されている。
會津風雅堂は、市のシンボルである鶴ヶ城に隣接する場所に位置し、その名前は「會」が歴史と伝統を、「堂」が建物の威風を表し、その間の「風」と「雅」は、ここから文化の優雅な風が街中に吹き渡るようにとの願いが込められている。
大ホールは、1階席（1,158席）2階席（600席）に分かれており、催し物の規模に応じた 客席の使い分けが可能。さらに側壁の残響可変装置と組み合わせることにより、何通りもの残響を生み出すことができる。

## 沿革
- 1993年5月19日 - 財団法人会津若松文化振興財団設立
- 1994年6月27日 - 開館
- 2020年4月22日～5月31日 - 新型コロナウイルス感染症拡大防止のため休館。

## アクセス
- JR会津若松駅より3.5km。
- 会津乗合自動車のバスで會津風雅堂前下車、徒歩1分。
- 駐車場が141台分確保されており、車での来場も可能。

## その他
- 2016年3月12日には本会場でNHK総合テレビ『震災から5年 "明日へ"コンサート』が開催。『明日へコンサート』には「解散騒動」の最中にあったSMAPも出演、同年末の解散前最後の音楽番組出演となった[2]。